# Église morave au Nicaragua
L'Iglesia Morava en Nicaragua (Église morave au Nicaragua) est une église protestante du Nicaragua, qui trouve son origine dans les missions de Frères moraves allemands qui arrivèrent à partir de 1847 dans ce pays. Elle est membre du COE, du Clai, de l'Aipral et du Bureau d'unité morave.